# Happiness～幸福歡迎！～
《Happiness ～幸福歡迎!～》（ハピネス〜幸福歓迎!〜）是日本的女子偶像組合Berryz工房的第4張单曲。2004年8月25日由PICCOLO TOWN发售。

## 概要
- 中心是菅谷梨沙子。主唱是夏燒雅和菅谷梨沙子。
- 此單曲只有「CD ONLY」1個版本。
- 在9月6日於公信榜單曲週排行榜取得第20位。
- 首周銷量是1.1万張，這是当時組合自己的最高紀錄[1]。

## 收錄曲目
1. Happiness ～幸福歡迎!～
（作詞、作曲：淳君 編曲：守尾崇）
2. 友情 純情 oh 青春
（作詞、作曲：淳君 編曲：鈴木俊介）
3. Happiness ～幸福歡迎! ～（Instrumental）

## 備註
1. ↑  . Oricon. 2004-11-10  [2012-03-11]. （原始内容存档于2010-07-01）.

## 外部連結
- YouTube上的Berryz工房「Happiness ～幸福歡迎!〜」 (MV)
- YouTube上的Berryz工房「Happiness ～幸福歡迎!〜」 (Close-up Ver.)
- UP-FRONT WORKS唱片